# Касумов, Заур
Зау́р Касу́мов (11 сентября 1986 года) — российский боец смешанных единоборств, чемпион России по тайскому боксу и полноконтактному рукопашному бою, чемпион мира по микс-комбату, мастер спорта по тайскому боксу. Выступает в весовой категории до 66 кг. Представляет бойцовский клуб «Беркут». По состоянию на август 2021 года провёл 14 боёв, из которых выиграл 11 (2 нокаутом, 5 — сдача соперника, 4 — решением судей).

## Достижения
- Чемпион Юга России по Кёкусинкай;
- Обладатель Кубка Кавказа по К-1;
- Чемпион России по тайскому боксу;
- Обладатель Кубка России по микс-комбату;
- Чемпион мира по Кэмпо К-1;
- Обладатель Кубка мира по микс-комбату;
- Победитель олимпиады восточных единоборств.

## Статистика боёв в смешанных единоборствах
| Результат | Дата                 | Турнир                                                                | Соперник                | Страна    | Раунд | Время | Метод                                  |
| --------- | -------------------- | --------------------------------------------------------------------- | ----------------------- | --------- | ----- | ----- | -------------------------------------- |
| Поражение | 17 декабря 2017 года | WFCA 44 — Grozny Battle                                               | Джамал Магомедов        | Россия    | 3     | 5:00  | Единогласное решение                   |
| Победа    | 11 июня 2016 года    | WFCA 23 — Grand Prix Akhmat                                           | Артур Соловьёв          | Россия    | 3     | 5:00  | Единогласное решение                   |
| Победа    | 22 апреля 2016 года  | EFN — Fight Nights Global 45                                          | Виктор Кичигин          | Россия    | 2     | 2:43  | Сабмишном (удушение сзади)             |
| Победа    | 29 августа 2015 года | ACB 21 — Grozny                                                       | Алексис Саввидис        | Греция    | 3     | 5:00  | Единогласное решение                   |
| Победа    | 2 мая 2015 года      | ACB 17 — Grand Prix Berkut 2015 Stage 4                               | Игорь Байер             | Россия    | 1     | 2:51  | Сабмишном (удушение гильотиной)        |
| Победа    | 17 декабря 2014 года | M-1 Global / Absolute Championship Berkut — M-1 Challenge 54 / ACB 12 | Архат Минбаев           | Казахстан | 1     | 1:54  | Сабмишном (удушение гильотиной)        |
| Победа    | 22 июня 2014 года    | Absolute Championship Berkut — Grand Prix Berkut 9                    | Александр Игнашев       | Россия    | 1     | 0:29  | Сабмишном (удушение гильотиной)        |
| Победа    | 6 апреля 2014 года   | Absolute Championship Berkut — Grand Prix Berkut 5                    | Александр Антонов       | Россия    | 1     | 0:58  | Сабмишном (удушение гильотиной)        |
| Победа    | 20 марта 2013 года   | Berkut Cup 2013 — 1 Round                                             | Муса Умаров             | Россия    | 1     | 3:00  | Техническим нокаутом (остановка углом) |
| Поражение | 15 декабря 2012 года | ProFC 45 — Thunder in Grozny                                          | Яакко Вайрынен          | Финляндия | 1     | 3:21  | Техническим нокаутом (удары)           |
| Победа    | 1 декабря 2012 года  | Kavkaz Arena — 1                                                      | Гаджимагомед Алиасхабов | Россия    | 1     | 4:12  | Техническим нокаутом (удары)           |
| Победа    | 2 октября 2011 года  | Команда «Беркут» vs Сборная Регионов                                  | Рамазан Курбанисмаилов  | Россия    | 4     | 5:00  | Решением                               |